# 氏家恵
氏家 恵（うじいえ めぐみ、1970年7月30日 - ）は、東京都出身の女優。身長160cm、体重50kg。血液型はO型。趣味は乗馬。早稲田大学人間科学部卒業。
ウィーズカンパニー所属。既婚。堤幸彦作品の常連。

## 出演

### テレビドラマ

#### NHK
- ちゅらさん（2001年） - 横田看護師 役
- 専業主婦が就職するまでにやっておくべき8つのこと（2018年） - 川原朋子 役
- いいね！光源氏くん し～ずん２ （2021年）
- しもべえ （2022年）
- 正直不動産 第8話（2022年5月24日）- 乙女橋不動産営業・正美 役

#### 日本テレビ
- ナースマン（2002年） - 松井恵利 役
- 探偵家族（2002年） - 圭子
- 東京庭付き一戸建て（2002年）
- よい子の味方〜新米保育士物語〜（2003年）
- 87%（2005年） - 細川真希 役
- CAとお呼びっ!（2006年）
- ハケンの品格（2007年） - 今林里美 役
- セクシーボイスアンドロボ（2007年）
- 示談交渉人 ゴタ消し（2011年）
- 秘密諜報員 エリカ（2011年） - 都島文恵 役

#### TBS
- ブラック・ジャック（2000年）
- 池袋ウエストゲートパーク（2000年）
- ハンドク!!!（2001年） - 森まさみ 役
- 嫁はミツボシ。（2001年） - 園児の母
- 夢のカリフォルニア（2002年）
- やんパパ（2002年） - 村上セツ 役
- プリティガール（2002年）
- 元カレ（2003年） - 俊江
- 銀座まんまんなか!（2003年）
- Stand Up!!（2003年）
- ヤンキー母校に帰る（2003年） - 加賀千秋 役
- 四谷くんと大塚くん/天才少年探偵登場の巻（2004年） - 佐々木の愛人
- ほーむめーかー（2004年） - 磯辺睦美 役
- ケータイ刑事 銭形泪（2004年） - 富ヶ谷美香子 役
- コスメの魔法 第2作（2005年） - 真鍋桜子 役
- 砂時計 (漫画)（2007年） - イクミ
- 地獄の沙汰もヨメ次第（2007年） - 野田千江 役
- Tomorrow〜陽はまたのぼる〜（2008年） - 橋元聡子 役
- SPEC〜警視庁公安部公安第五課 未詳事件特別対策係事件簿〜 第8話「魑魅魍魎」（2010年） - 中澤看護師 役
- 3年B組金八先生 ファイナル 「最後の贈る言葉」４時間SP（2011年3月27日）
- ハンチョウ〜警視庁安積班〜（2013年）
- 半沢直樹（2013年）小村元会長付き看護師 役
- ヤメゴク〜ヤクザやめて頂きます〜 第1話ゲスト（2015年4月16日、TBS） - 看護師 役
- アンナチュラル（2018年） - 筒井弁護士 役
- 月曜ゴールデン・月曜名作劇場
  - 「新・示談交渉人 裏ファイル」（2012年） - 山野ひろみ 役
  - 「信濃のコロンボ4」（2017年4月24日） - 小野初子 役

#### フジテレビ / 東海テレビ
- お水の花道（1999年）
- ショムニ（2000年）
- ラブコンプレックス（2000年）
- はるちゃん（2001年） - 袴田南 役
- HERO (テレビドラマ)（2001年） - 奥沢恵美 役
- ムコ殿（2001年）
- ルーキー!（2001年）
- 初体験（2002年） - 林
- 恋ノチカラ（2002年）
- 天体観測（2002年）
- WATER BOYS（2003年）
- スローダンス（2005年）
- 偽りの花園 (テレビドラマ)（2006年） - タキ
- 月の恋人〜Moon Lovers〜（2010年） - 田端啓の母 役
- スクール!!（2011年） - 谷本弘子 役
- マルモのおきて（2011年） - 遠藤妙子 役
- 七人の敵がいる!〜ママたちのPTA奮闘記〜（2012年） - 中尾由貴子 役
- SMOKING GUN〜決定的証拠〜（2014年） - 富田
- 隕石家族（2020年） - 田中則子 役
- アンサングシンデレラ（2020年） - 内藤真弓 役
- 純愛ディソナンス（2022年） - 芳野教諭 役
- 未恋〜かくれぼっちたち〜（2025年） - 溜池百恵 役[1]
- 問題物件（2025年1月15日 - 3月26日） - 家政婦・山田 役[2]

#### テレビ朝日
- TRICK2 第2話・第3話（2002年1月18日・25日） - 田島美佐子 役
- 相棒
  - season2 第4話「消える銃弾」（2003年11月5日） - 青山晴美 役
  - season13 第4話「第三の女」（2014年） - 葛西ひろみ 役
  - season20 第11話「二人」（2022年） - 浦野芳子 役
- スカイハイ (漫画)（2004年） - 今井里美 役
- はるか17（2005年）
- 仮面ライダーシリーズ
  - 仮面ライダー電王（2007年） - 看護師長
  - 仮面ライダーオーズ/OOO 第13話「シャム猫とストレスと天才外科医」（2010年12月5日） - リポーター
- 刑事7人（2016年） - 久保恭子 役
- オトナ高校（2017年） - 木村麻実 役
- 警視庁・捜査一課長（2018年） - 川尻貴美子 役
- べしゃり暮らし（2019年） - 子安たえ 役
- 科捜研の女（2019年） - 横井敏美 役
- 終着駅シリーズ37（2021年） - 新藤久美 役
- 警視庁ひきこもり係（2021年） - 浅見麻里弁護士 役
- お花のセンセイ 第2弾（2021年）
- ハヤブサ消防団（2023年） - 賀来好恵 役
- 土曜ワイド劇場
  - 「渡り番頭・鏡善太郎の推理」（2001年）
  - 「女刑事ふたり」（2002年）
  - 「科学捜査研究所・文書鑑定の女」（2006年）
  - 「拘置所の女医」（2011年）
  - 「温泉若おかみの殺人推理」（2012年）

#### テレビ東京
- ママはニューハーフ（2009年） - 一之瀬陽子 役
- 人形佐七捕物帳 (2016年のテレビドラマ)（2016年） - 女中・おなか 役
- 孤独のグルメ Season7 特別編 (2018年12月31日） - 亀家本舗・店員 役[3]
- 警視庁ゼロ係（2019年） - 鈴木正子 役
- ダブルチート 偽りの警官（2024年） - 渡辺朋子役[4]
- ウルトラマンオメガ 第5話（2025年8月2日） - ササコ 役

#### その他
- 東京ガードセンター 第10話（2014年、Dlife）

### 映画
- 守ってあげたい!（2000年） - 亀田ひろみ 役
- 白い船（2002年） - 島田先生 役
- Jam Films（2002年）
- ぼくんち（2003年） - まゆ
- ハート・オブ・ザ・シー（2003年）
- 69 sixty nine（2004年） - フミヨ 役
- 電車男（2005年）
- 8月のクリスマス（2005年）
- 頭文字D（2005年）
- 東京タワー（2005年）
- フラガール（2006年）
- うん、何?（2008年） - 中村和子 役
- 神様のパズル（2008年） - 綿貫基一・喜一の母 役
- はやぶさ/HAYABUSA（2011年） - 質問する少年の母
- 劇場版 仮面ライダーオーズ WONDERFUL 将軍と21のコアメダル（2011年） - 記者